# Équipe cycliste Ora Hotels Carrera
Pour les articles homonymes, voir Carrera.
L'équipe cycliste Ora Hotels Carrera est une équipe cycliste hongroise qui participe entre 2006 et 2011 aux circuits continentaux de cyclisme et en particulier l'UCI Europe Tour.

## Principales victoires
- Banja Luka-Belgrade II : Žolt Der (2007)
- Tour of Victory : Zoltán Remák (2007)
- Grand Prix Betonexpressz 2000 : Žolt Der (2007), Péter Kusztor (2008) et Gergely Ivanics (2009)
- Grand Prix Hydraulika Mikolasek : Péter Kusztor (2008)
- Tour de Romandie : Rida Cador (2008)
- Grand Prix Bradlo : Péter Kusztor (2008)
- Grand Prix P-Nívó : Gergely Ivanics (2008)
- Trophée princier : Roberto Richeze (2010)
- Trophée de la maison royale : Adriano Angeloni (2010)
- Banja Luka-Belgrade I : Krisztián Lovassy (2011)

## Classements sur les circuits continentaux
L'équipe participe aux circuits continentaux et principalement à des épreuves de l'UCI Europe Tour. Le tableau ci-dessous présente les classements de l'équipe sur les différents circuits, ainsi que son meilleur coureur au classement individuel.
UCI Africa Tour
| Saison | Classement par équipes | Meilleur coureur au classement individuel |
| ------ | ---------------------- | ----------------------------------------- |
| 2010   | 6e                     | Adriano Angeloni (20e)                    |

UCI America Tour
| Saison | Classement par équipes | Meilleur coureur au classement individuel |
| ------ | ---------------------- | ----------------------------------------- |
| 2009   | 26e                    | Honorio Machado (111e)                    |
| 2011   | 15e                    | Mauro Abel Richeze (102e)                 |

UCI Europe Tour
| Saison | Classement par équipes | Meilleur coureur au classement individuel |
| ------ | ---------------------- | ----------------------------------------- |
| 2006   | 68e                    | Zoltán Remák (221e)                       |
| 2007   | 34e                    | Žolt Der (68e)                            |
| 2008   | 24e                    | Péter Kusztor (49e)                       |
| 2009   | 50e                    | István Cziráki (136e)                     |
| 2010   | 86e                    | Adriano Angeloni (644e)                   |
| 2011   | 79e                    | Krisztián Lovassy (142e)                  |

## Ora Hotels Carrera en 2011[2]

### Effectif
| Cycliste            | Date de naissance | Nationalité | Équipe 2010                          |
| ------------------- | ----------------- | ----------- | ------------------------------------ |
| Adriano Angeloni    | 31.01.1983        | Italie      | Tecnofilm-Betonexpressz 2000         |
| Bendegúz Bernard    | 15.02.1988        | Hongrie     | Néo-pro                              |
| Simone Boifava      | 26.07.1985        | Italie      | Néo-pro                              |
| Rida Cador          | 25.03.1981        | Hongrie     | Tecnofilm-Betonexpressz 2000         |
| István Cziráki      | 21.06.1986        | Hongrie     | Atlas Personal                       |
| Miklós Durucz       | 13.03.1991        | Hongrie     | Néo-pro                              |
| Luca Fioretti       | 06.03.1984        | Italie      | Ex-pro (Centri della Calzatura 2009) |
| Krisztián Lovassy   | 23.06.1988        | Hongrie     | Tecnofilm-Betonexpressz 2000         |
| Alessandro Malaguti | 22.09.1987        | Italie      | Néo-pro                              |
| Walter Proch        | 17.02.1984        | Italie      | Tecnofilm-Betonexpressz 2000         |
| Dávid Puskás        | 28.10.1988        | Hongrie     | Tecnofilm-Betonexpressz 2000         |
| Mauro Abel Richeze  | 07.12.1985        | Argentine   | Rock Racing                          |
| Roberto Richeze     | 25.10.1981        | Argentine   | Tecnofilm-Betonexpressz 2000         |
| Emanuele Rizza      | 08.02.1984        | Italie      | Tecnofilm-Betonexpressz 2000         |
| Péter Simon         | 14.10.1991        | Hongrie     | Tecnofilm-Betonexpressz 2000         |
| Márton Solymosi     | 24.04.1990        | Hongrie     | Néo-pro                              |
| Walter Trillini     | 25.01.1991        | Argentine   | Néo-pro                              |

### Victoires
| Date       | Course                           | Pays               | Classe | Vainqueur           |
| ---------- | -------------------------------- | ------------------ | ------ | ------------------- |
| 19/04/2011 | 5e étape du Tour d'Uruguay       | Uruguay            | 2.2    | Alessandro Malaguti |
| 20/04/2011 | 6eb étape du Tour d'Uruguay      | Uruguay            | 2.2    | Mauro Abel Richeze  |
| 23/04/2011 | Banja Luka-Belgrade I            | Bosnie-Herzégovine | 1.2    | Krisztián Lovassy   |
| 08/06/2011 | 5e étape du Tour de Roumanie     | Roumanie           | 2.2    | Krisztián Lovassy   |
| 26/06/2011 | Championnat de Hongrie sur route | Hongrie            | CN     | Rida Cador          |